# Campeonato Potiguar de Futebol de 2025
O Campeonato Potiguar de 2025 - Série A foi a 106.ª edição desta competição futebolística organizada pela Federação Norte-Rio-Grandense de Futebol (FNF). Iniciou-se em 11 de janeiro e terminou em 29 de março, premiando os clubes com vagas para a Copa do Brasil de 2026 e para a Série D de 2026.
A competição contou com a estreia do recém promovido da Segunda Divisão de 2024, Laguna, representante de Tibau do Sul. O América de Natal sagrou-se tricampeão ao derrotar ABC Futebol Clube no Estádio Maria Lamas Farache por 0-1.

## Equipes participantes

### Promovidos e rebaixados
| Pos. | Rebaixado da Primeira Divisão de 2024 |
| ---- | ------------------------------------- |
| 8º   | Potyguar Seridoense                   |

| Pos. | Promovido da Segunda Divisão de 2024 |
| ---- | ------------------------------------ |
| 1º   | Laguna                               |

### Informações das equipes
| Aumento | Equipe promovida da Segunda Divisão de 2024 |

## Regulamento
Com alteração em relação aos anos anteriores, o Campeonato será disputado em quatro fases, a saber: Primeira Fase, Fase de Mata-Mata Classificatório, Semifinal e Final, com grupos únicos, diferente do campeonato anterior onde havia divisão de dois grupos.
Na Primeira Fase, todos os clubes participantes se enfrentam em turno único, totalizando sete rodadas. Os quatro clubes mais bem posicionados na edição anterior (América de Natal, Santa Cruz de Natal, ABC e Potiguar de Mossoró) jogam com quatro mandos de campo a favor, enquanto os demais clubes jogam com três mandos de campo. Os dois primeiros colocados do grupo classificam-se diretamente as Semifinais, enquanto os clubes do 3º ao 6º lugar se classificam para a Fase de Mata-Mata Classificatório. Os dois clubes em 7º e 8º jogarão a Segunda Divisão de 2026.
Em caso de empate na pontuação final, na Primeira Fase, o desempate será feito observando os critérios abaixo:
1. Maior número de vitórias;
2. Maior saldo de gols;
3. Maior número de gols pró;
4. Confronto direto;
5. Menor número de cartões vermelhos recebidos;
6. Menor número de cartões amarelos recebidos;
7. Sorteio.

A Fase de Mata-Mata Classificatório será disputada em ida e volta, com mando de campo na volta para os dois melhores colocados, com os seguintes confrontos:
- Mata-Mata 1 – 3º Colocado x 6º Colocado
- Mata-Mata 2 – 4º Colocado x 5º Colocado

As Semifinais serão disputadas em partidas de ida e volta, com mando de campo na volta para os primeiros colocados na Primeira Fase, com os seguintes confrontos:
- Semifinal 1 – 1º Colocado x Mata-Mata 1
- Semifinal 2 – 2º Colocado x Mata-Mata 2

A Final será disputada em partidas de ida e volta, com mando de campo na volta para a equipe de melhor campanha considerando as partidas disputadas na Primeira Fase e na Semifinal, com o seguinte confronto:
- Final – Vencedor Semifinal 1 x Vencedor Semifinal 2

Ao clube vencedor da Final será atribuído o título de Campeão do Campeonato Potiguar da 1ª Divisão 2025, enquanto o perdedor será declarado Vice-campeão. As vagas em competições nacionais serão distribuídas conforme os seguintes critérios:
- Copa do Brasil 2026 (2 vagas): Campeão e vice-campeão estadual.
- Série D 2026 (2 vagas): Equipes mais bem posicionadas na Classificação Geral, excluindo ABC.[nota 1]

## Primeira Fase
| Pos | Equipe              | Pts | J | V | E | D | GP | GC | SG  | Classificado                               |  | ABC | AMN | LAG | PTI | SCN | GLO | BAR | FOR |
| --- | ------------------- | --- | - | - | - | - | -- | -- | --- | ------------------------------------------ |  | --- | --- | --- | --- | --- | --- | --- | --- |
| 1   | ABC                 | 17  | 7 | 5 | 2 | 0 | 13 | 1  | +12 | Classificados as Semifinais                |  | —   | 1–0 | 1–1 |     | 3–0 | 0–0 |     |     |
| 2   | América de Natal    | 16  | 7 | 5 | 1 | 1 | 13 | 2  | +11 | Classificados as Semifinais                |  |     | —   | 0–0 |     | 3–0 |     | 5–0 | 2–0 |
| 3   | Laguna              | 13  | 7 | 3 | 4 | 0 | 13 | 6  | +7  | Classificados ao Mata-Mata Classificatório |  |     |     | —   | 3–2 |     | 5–0 |     | 1–1 |
| 4   | Potiguar de Mossoró | 12  | 7 | 4 | 0 | 3 | 9  | 7  | +2  | Classificados ao Mata-Mata Classificatório |  | 0–3 | 0–1 |     | —   |     | 1–0 | 2–0 |     |
| 5   | Santa Cruz de Natal | 7   | 7 | 2 | 1 | 4 | 10 | 14 | −4  | Classificados ao Mata-Mata Classificatório |  |     |     | 1–1 | 0–2 | —   |     | 4–2 | 5–1 |
| 6   | Globo               | 7   | 7 | 2 | 1 | 4 | 5  | 11 | −6  | Classificados ao Mata-Mata Classificatório |  |     | 1–2 |     |     | 2–0 | —   |     | 2–1 |
| 7   | Baraúnas            | 4   | 7 | 1 | 1 | 5 | 6  | 15 | −9  | Rebaixados à Segunda Divisão de 2025       |  | 0–1 |     | 1–2 |     |     | 2–0 | —   |     |
| 8   | Força e Luz         | 2   | 7 | 0 | 2 | 5 | 4  | 19 | −15 | Rebaixados à Segunda Divisão de 2025       |  | 0–4 |     |     | 0–2 |     |     | 1–1 | —   |

## Fase final
Em itálico, as equipes que possuem o mando de campo no primeiro jogo do confronto e em negrito as equipes classificadas.
|  | Quartas de Final | Quartas de Final    | Quartas de Final | Quartas de Final | Quartas de Final |  |  | Semifinais | Semifinais          | Semifinais | Semifinais | Semifinais |  |  | Final | Final            | Final | Final | Final |
|  |                  |                     |                  |                  |                  |  |  |            |                     |            |            |            |  |  |       |                  |       |       |       |
|  |                  |                     |                  |                  |                  |  |  | -          | Santa Cruz de Natal | 2          | 0          | 2          |  |  |       |                  |       |       |       |
|  | 5                | Santa Cruz de Natal | 2                | 1                | 3                |  |  | 2          | América de Natal    | 1          | 2          | 3          |  |  |       |                  |       |       |       |
|  | 4                | Potiguar de Mossoró | 0                | 0                | 0                |  |  |            |                     |            |            |            |  |  |       | América de Natal | 1     | 1     | 2     |
|  |                  |                     |                  |                  |                  |  |  |            |                     |            |            |            |  |  |       | ABC              | 1     | 0     | 1     |
|  |                  |                     |                  |                  |                  |  |  | -          | Laguna              | 0          | 0          | 0          |  |  |       |                  |       |       |       |
|  | 6                | Globo               | 0                | 1                | 1                |  |  | 1          | ABC                 | 0          | 1          | 1          |  |  |       |                  |       |       |       |
|  | 3                | Laguna              | 0                | 2                | 2                |  |  |            |                     |            |            |            |  |  |       |                  |       |       |       |

## Premiação

### Campeão
| Campeão Potiguar 2025                     |
| Natal                                     |
| ----------------------------------------- |
| América de Natal tricampeão (39.º título) |

## Estatísticas

### Artilharia
| Gols | Jogador           | Equipe              |
| ---- | ----------------- | ------------------- |
| 8    | Alisson Farias    | Santa Cruz de Natal |
| 4    | Emanuel           | ABC                 |
| 2    | Guilherme Paraíba | América de Natal    |
| 2    | Jonathan Chula    | Baraúnas            |
| 2    | Samuel            | Potiguar de Mossoró |
| 2    | Souza             | América de Natal    |
| 2    | Thiaguinho        | América de Natal    |

### Poker-tricks
| Jogador        | Clube               | Adversário  | Placar  | Data          | Ref.  |
| -------------- | ------------------- | ----------- | ------- | ------------- | ----- |
| Alisson Farias | Santa Cruz de Natal | Baraúnas    | 4–2 (C) | 15 de janeiro | [ 3 ] |
| Alisson Farias | Santa Cruz de Natal | Força e Luz | 5–1 (C) | 15 de janeiro | [ 4 ] |

### Público
Maiores Públicos Pagantes
Estes são os dez maiores públicos pagantes do campeonato, sem considerar as partidas com portões fechados:
| N.º | Público | Mandante            | Placar | Visitante           | Estádio         | Data          | Rodada | Ref.   |
| --- | ------- | ------------------- | ------ | ------------------- | --------------- | ------------- | ------ | ------ |
| 1   | 3 010   | ABC                 | 1–1    | Laguna              | Frasqueirão     | 12 de janeiro | 1ª     | [ 5 ]  |
| 2   | 2 215   | América de Natal    | 5–0    | Baraúnas            | Arena América   | 11 de janeiro | 1ª     | [ 6 ]  |
| 3   | 2 369   | Potiguar de Mossoró | 0–3    | ABC                 | Arena das Dunas | 15 de janeiro | 2ª     | [ 7 ]  |
| 4   | 2 192   | ABC                 | 3–0    | Santa Cruz de Natal | Frasqueirão     | 18 de janeiro | 3ª     | [ 8 ]  |
| 5   | 1 692   | América de Natal    | 0–0    | Laguna              | Arena América   | 18 de janeiro | 3ª     | [ 9 ]  |
| 6   | 397     | Globo               | 1–2    | América de Natal    | Barrettão       | 15 de janeiro | 2ª     | [ 10 ] |
| 7   | 112     | Baraúnas            | 2–0    | Globo               | Edgarzão        | 19 de janeiro | 3ª     | [ 11 ] |
| 8   | 71      | Santa Cruz de Natal | 4–2    | Baraúnas            | Nazarenão       | 15 de janeiro | 1ª     | [ 12 ] |
| 9   | 48      | Santa Cruz de Natal | 0–2    | Potiguar de Mossoró | Nazarenão       | 11 de janeiro | 2ª     | [ 13 ] |
| 10  | 41      | Laguna              | 1–1    | Força e Luz         | Frasqueirão     | 15 de janeiro | 2ª     | [ 14 ] |

Médias de público
Estas são as médias de público dos clubes no campeonato. Considera-se apenas os jogos da equipe como mandante e o público pagante:
| Pos.  | Time                | Média | Total  | Mandos | Maior | Menor |
| ----- | ------------------- | ----- | ------ | ------ | ----- | ----- |
| 1     | ABC                 | 2 601 | 5 202  | 2      | 3 010 | 2 192 |
| 2     | Potiguar de Mossoró | 2 369 | 2 369  | 1      | 2 369 | 2 369 |
| 3     | América de Natal    | 1 954 | 3 907  | 2      | 2 215 | 1 692 |
| 4     | Globo               | 397   | 397    | 1      | 397   | 397   |
| 5     | Baraúnas            | 112   | 112    | 1      | 112   | 112   |
| 6     | Santa Cruz de Natal | 60    | 119    | 2      | 71    | 48    |
| 7     | Laguna              | 41    | 41     | 1      | 41    | 41    |
| 8     | Força e Luz         | 8     | 8      | 1      | 8     | 8     |
| Total | Total               | 1 105 | 12 115 | 11     | 3 010 | 8     |

## Classificação geral
| Pos | Equipe              | Pts | J  | V | E | D | GP | GC | SG  | Classificação ou descenso                                                          |
| --- | ------------------- | --- | -- | - | - | - | -- | -- | --- | ---------------------------------------------------------------------------------- |
| 1   | América de Natal    | 23  | 11 | 7 | 2 | 2 | 17 | 6  | +11 | Campeão e classificado à Copa do Brasil de 2026                                    |
| 2   | ABC                 | 22  | 11 | 6 | 4 | 1 | 15 | 3  | +12 | Vice-campeão e classificado à Copa do Brasil de 2026                               |
| 3   | Laguna              | 18  | 11 | 4 | 6 | 1 | 15 | 8  | +7  | Eliminado nas Semifinais e classificado à Série D de 2026 e Copa do Brasil de 2026 |
| 4   | Santa Cruz de Natal | 16  | 11 | 5 | 1 | 5 | 15 | 17 | −2  | Eliminado nas Semifinais                                                           |
| 5   | Potiguar de Mossoró | 12  | 9  | 4 | 0 | 5 | 9  | 10 | −1  | Eliminados na segunda fase                                                         |
| 6   | Globo               | 8   | 9  | 2 | 2 | 5 | 5  | 11 | −6  | Eliminados na segunda fase                                                         |
| 7   | Baraúnas            | 4   | 7  | 1 | 1 | 5 | 6  | 15 | −9  | Rebaixados à Segunda Divisão de 2025                                               |
| 8   | Força e Luz         | 2   | 7  | 0 | 2 | 5 | 4  | 19 | −15 | Rebaixados à Segunda Divisão de 2025                                               |

## Técnicos
| Clubes              | Técnicos                | Refs   |
| ------------------- | ----------------------- | ------ |
| ABC                 | Ney Franco (1ª–)        | [ 16 ] |
| América de Natal    | Lestor Júnior (1ª–)     | [ 17 ] |
| Baraúnas            | Carlos Rabello (1ª–)    | [ 18 ] |
| Força e Luz         | Wagner Carioca (1ª–)    | [ 19 ] |
| Globo               | Cleibson Ferreira (1ª–) | [ 20 ] |
| Laguna              | Rodrigo Aragonez (1ª–)  | [ 21 ] |
| Potiguar de Mossoró | Allan Paschoal (1ª–)    | [ 22 ] |
| Santa Cruz de Natal | João Paulo (1ª–)        | [ 23 ] |